# Безхрестні могили
«Безхрестні могили» (болг. Безкръстни гробове) — болгарський художній фільм (драма) 1931 року випуску, режисер фільму Борис Грежов, за сценарієм Бончо Несторова. Оператор Христо Константинов. Музика фільму від композитора Венедикта Бобчевського.

## У фільмі знімались
- Володимир Трендафілов — Найден
- Зорка Йорданова — Ліляна
- Константин Кісімов — Рангел
- Іван Дімов — Кочо
- Кристьо Сарафов — Дойчин
- Христо Коджабашев — Дядо Камен
- Стефан Савов — Момчіл
- Єлена Снєжина — Мілена
- Богоміл Андреєв — Пройчо
- Микола Балабанов — Райчо